# Tenayuca
San Bartolo Tenayuca o simplemente Tenayuca es una localidad mexicana que se ubica al pie del Cerro del Tenayo en la Sierra de Guadalupe en el municipio de Tlalnepantla de Baz, a 10 kilómetros al noroeste del centro de la Ciudad de México. Se caracteriza por tener calles empedradas y está construido sobre una extensa zona arqueológica con vestigios de cultura teotihuacana,  y chichimeca, así como acolhua  y mexica, después de los siglos XII-XIII. En la antigüedad se asentó en la orilla norponiente del gran Lago de Texcoco. El estudio de la zona comenzó en 1914 y se le calificó como monumento arqueológico. La Dirección de Antropología, dependiente de la Secretaría de Agricultura y Fomento, ya había tomado nota desde 1898 del promontorio de tierra y lodo que existía en el centro del pueblo, donde luego se descubriría la actual pirámide.
El 27 de septiembre de 2024, fue designado como Barrio Mágico.

## Etimología
El nombre de Tenayocan)tiene en su composición los elementos de la lengua náhuatl "tenamitl", que significa muro al que se agrega el sufijo yoh, que indica abundancia  y la terminación -can  de manera que, en conjunto significa Lugar lleno de murallas o Lugar amurallado, como lo indica también el jeroglífico del pueblo, representado en los códices por un cerco, con un muro almenado en la parte alta. El cronista Fernando de Alva Ixtlilxóchitl lo asocia a Oztopolco, que podría significar Sitio de la cueva grande, lugar donde residía el rey Xólotl, como puede verse en la lámina II del Códice Xólotl. 

## Fundación
Se estima que la ciudad de Tenayocan, situada al pie del cerro del Tenayo, en la Sierra de Guadalupe, fue fundada en el posclásico, a finales del siglo XII y principios del siglo XIII, por el líder chichimeca Xólotl, con lo cual esta tribu tuvo su primera capital en la cuenca o Valle de México. El grupo chichimeca expandió sus dominios a otros asentamientos, hasta formar su chichimecatlalli ("tierra o asiento de los chichimecas"). Tenayocan fue el principal lugar de poder político chichimeca, hasta que el tlatoani Quinatzin trasladó el reino a Tetzcoco.
Xólotl, ya asentado en Tenayocan, recibió a tres grandes señores chichimecas que recién llegaban al Valle de México y quiso emparentar con ellos, por lo que casó a sus dos hijas: Cuetlaxxochitzin y Tziuacxochitl, así como a Cuatetzin, hija de Chalchiutlatonac, y les otorgó tierras en Azcapotzalco, en Xaltocan y en Cohuatlichan, donde ellos formarían sus propios reinos. Al cambiar el reino a Tetzcoco, Tenayocan quedó en manos de un señor principal: Tenancacaltzin, quien enfrentó la guerra contra los mexicas, mandados por los tepanecas de Azcapotzalco en 1347, y se apoderó de la ciudad. Después de la Triple Alianza, en 1430, Tenayocan quedó bajo el dominio de Tenochtitlan, y después de la conquista de México en 1521, entró en un periodo de decadencia.

## Sitio arqueológico
En el año de 1925 la Dirección de Arqueología, dependiente de la Secretaría de Educación Pública, reinició los trabajos de exploración comenzados en 1914, y así se descubrió un maravilloso edificio arquitectónico prehispánico sobre un basamento cuadrangular, formado por una amplia escalinata dividida por una doble alfarda y dos templos gemelos, en su parte superior, dedicados a Tláloc y a Huitzilopochtli. Esta pirámide posee similares rasgos arquitectónicos de otras pirámides mexicas: Templo Mayor de Tenochtitlan y Tlatelolco. Su estructura se compone de otras de menor tamaño que corresponden a épocas diferentes. En total, se han contado ocho etapas diferentes. Desde la primera etapa de construcción es posible ya observar el basamento piramidal con doble escalera que conducía a los dos templos gemelos de su cumbre. Se piensa que la concepción arquitectónica de esta edificación sirvió como modelo para la construcción del Templo Mayor. La semejanza arquitectónica con otras pirámides, como la de Santa Cecilia y la de Teopanzolco, permite afirmar que fueron construidas por pueblos de una misma cultura.

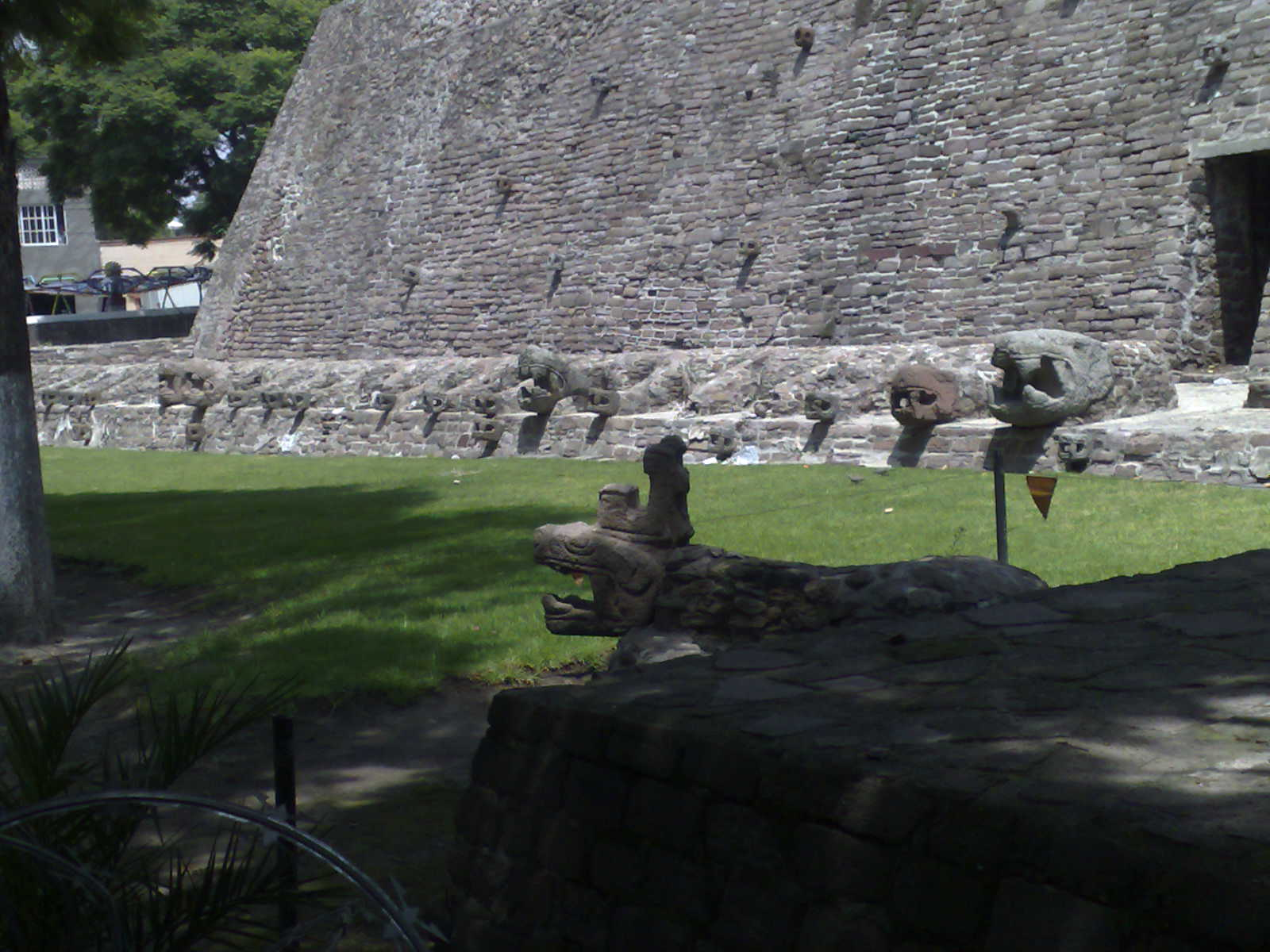
Muro de serpientes de la pirámide de Tenayuca

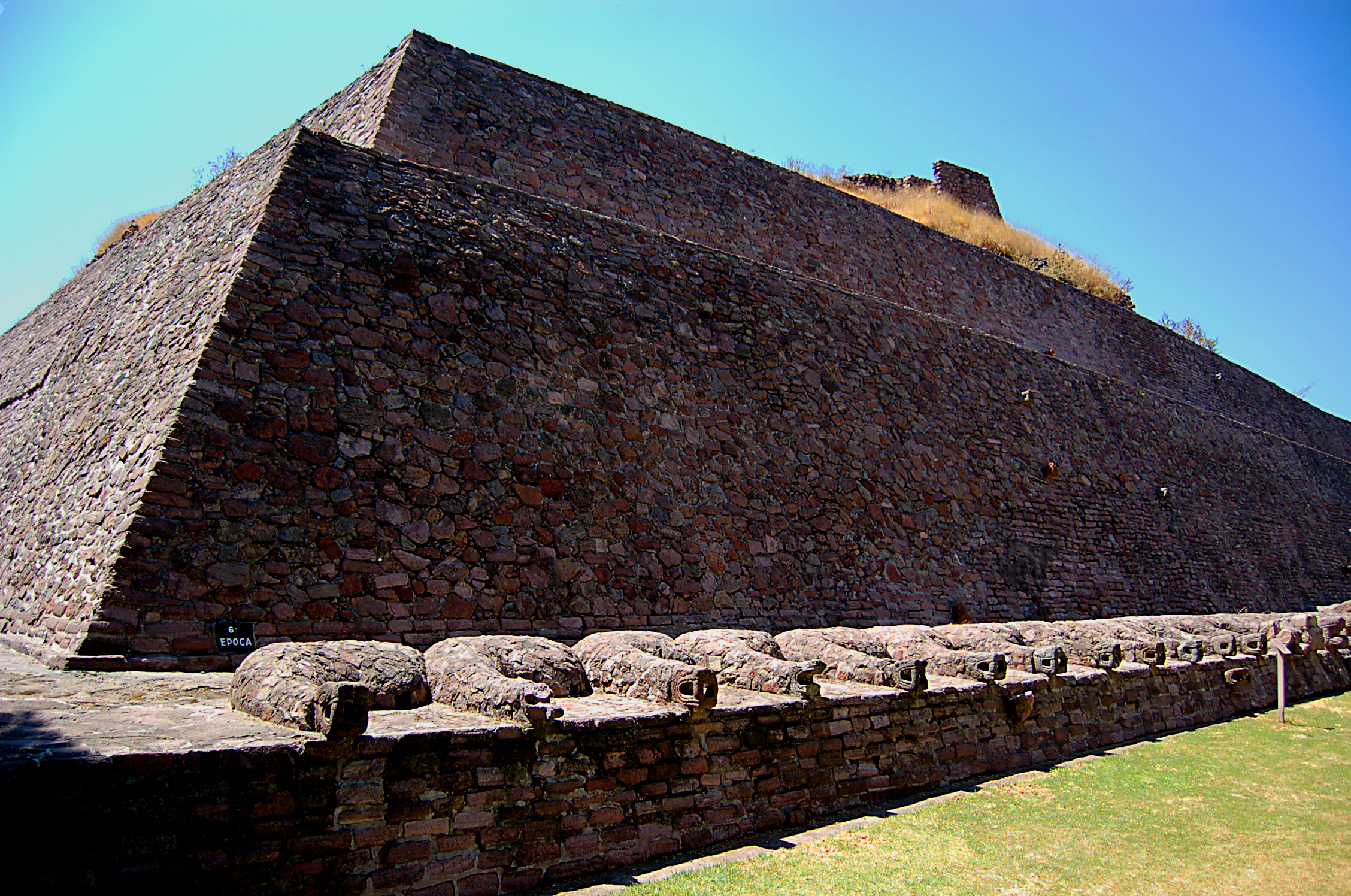
Costado norte de la pirámide que muestra parte del muro de serpientes.

El edificio muestra varios signos o petroglifos, principalmente en la escalinata del lado poniente, con diferentes significados y otros que representan fechas, y está rodeado por un muro de serpientes (coatepantli) bien conservado, compuesto por 138 cabezas de reptil, alguna vez cubiertas de estuco y pintadas en colores azul, verde y rojo. En lados opuestos de la pirámide el muro de estas serpientes era negro en el lado norte y oriente, y otras azul en el lado sur y parte del oriente, y representan la noche y el día, respectivamente. Este arreglo estético está relacionado con un simbolismo de tipo astronómico ligado al culto solar. Asimismo, se piensa que en este lugar los astrónomos de entonces registraban diversos acontecimientos de tipo astrométrico, como los equinoccios de primavera y de otoño y los solsticios de verano y de invierno. La orientación del edificio contrasta con la puesta del sol y su paso por el cenit, y llama la atención haberla construido hacia donde se oculta la estrella Aldebarán, de la constelación de Tauro.[cita requerida]

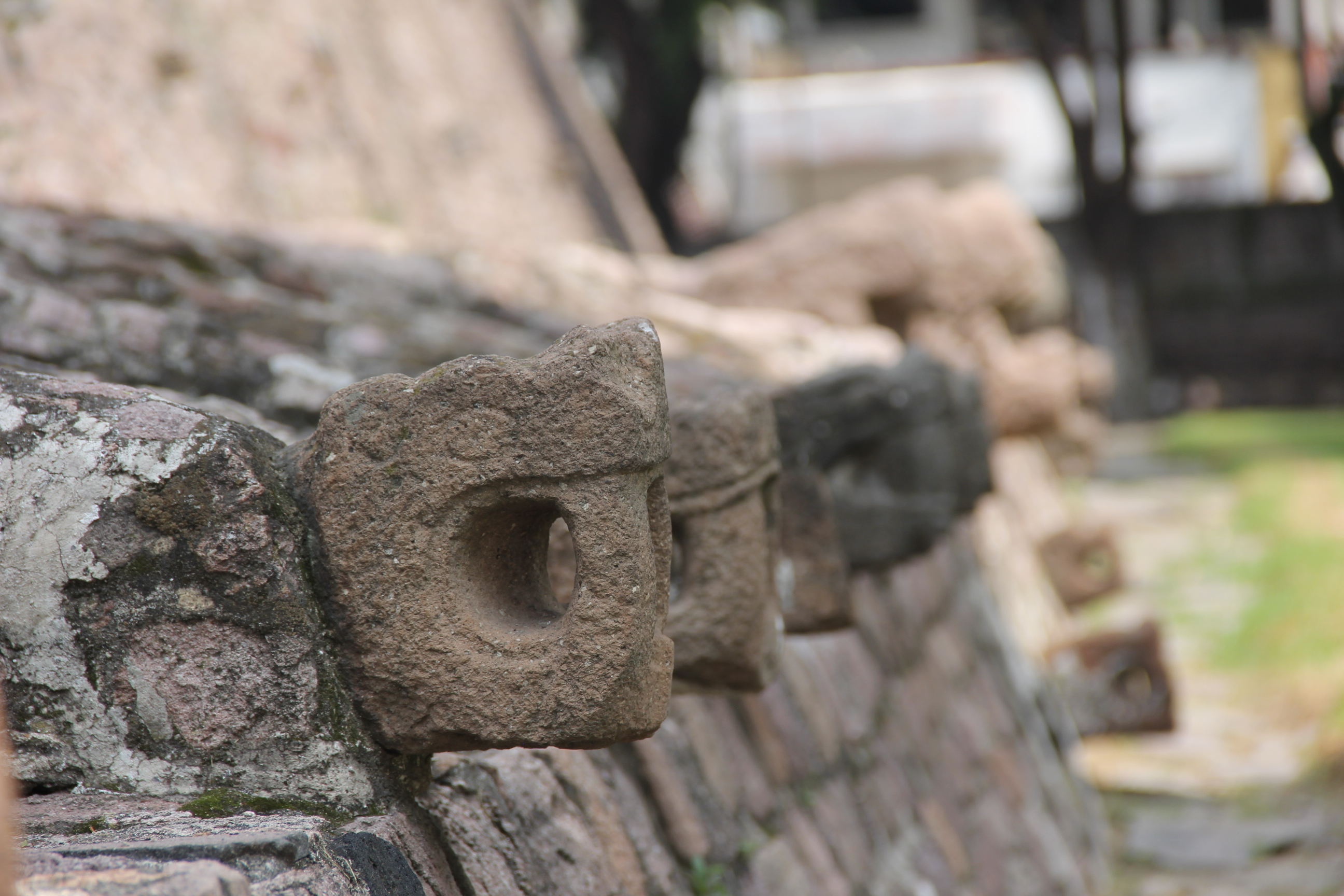
Detalle del coatepantli

En los costados de la edificación se pueden observar diversas plataformas de menor tamaño, llamadas tzompantlis, donde colocaban los cráneos de sus víctimas, así como unas serpientes enrolladas nombradas xiuhcóatl (serpientes de fuego).
En el estudio de la zona participaron arqueólogos mexicanos de la talla de Alfonso Caso, quien realizó una descripción de las inscripciones en las paredes en 1928, y los arqueólogos José Reygadas Vertiz e Ignacio Marquina, quienes participaron en las primeras y más completas excavaciones en 1935. A unos 300 metros del lugar, se localizan algunos vestigios de origen prehispánico, nombrados Tenayuca II, ruinas de habitaciones de sumo interés histórico.

## Templo de San Bartolomé (o San Bartolo) Tenayuca

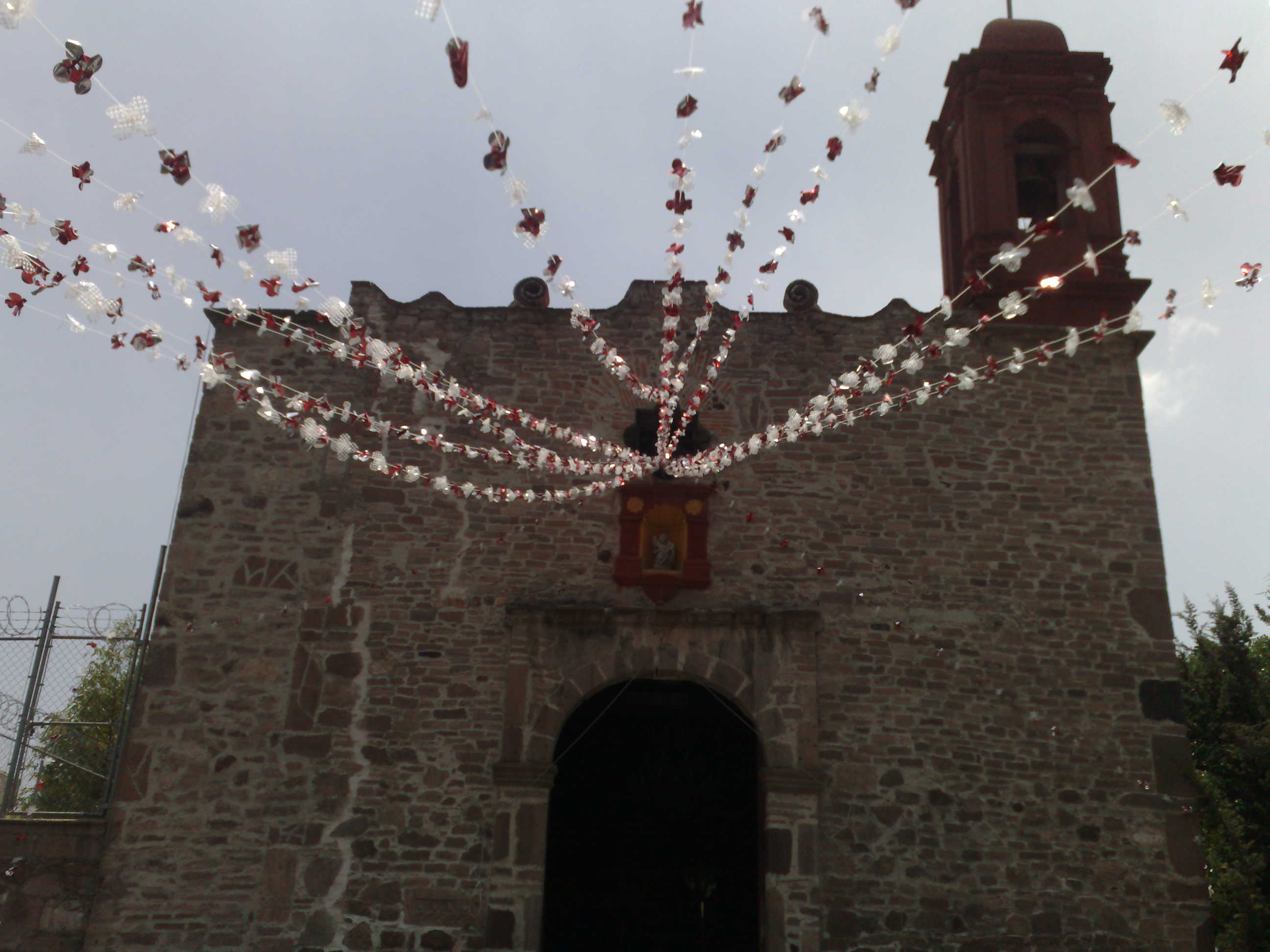
Fachada del templo de San Bartolo Tenayuca

Se localiza al sur de la pirámide y su construcción pudo haberse iniciado en 1524-1525 después de la llegada de los frailes franciscanos. En el "Mapa Geográfico del Valle y la Ciudad de México" de 1550 se identifica un pequeño templo nombrado tanaiaca.
Su edificación con cantera rosa de la Sierra de Guadalupe y con materiales de adoratorios o parte de la pirámide es ostensible, de tal forma que se pueden admirar varios jeroglíficos labrados en algunas piedras.

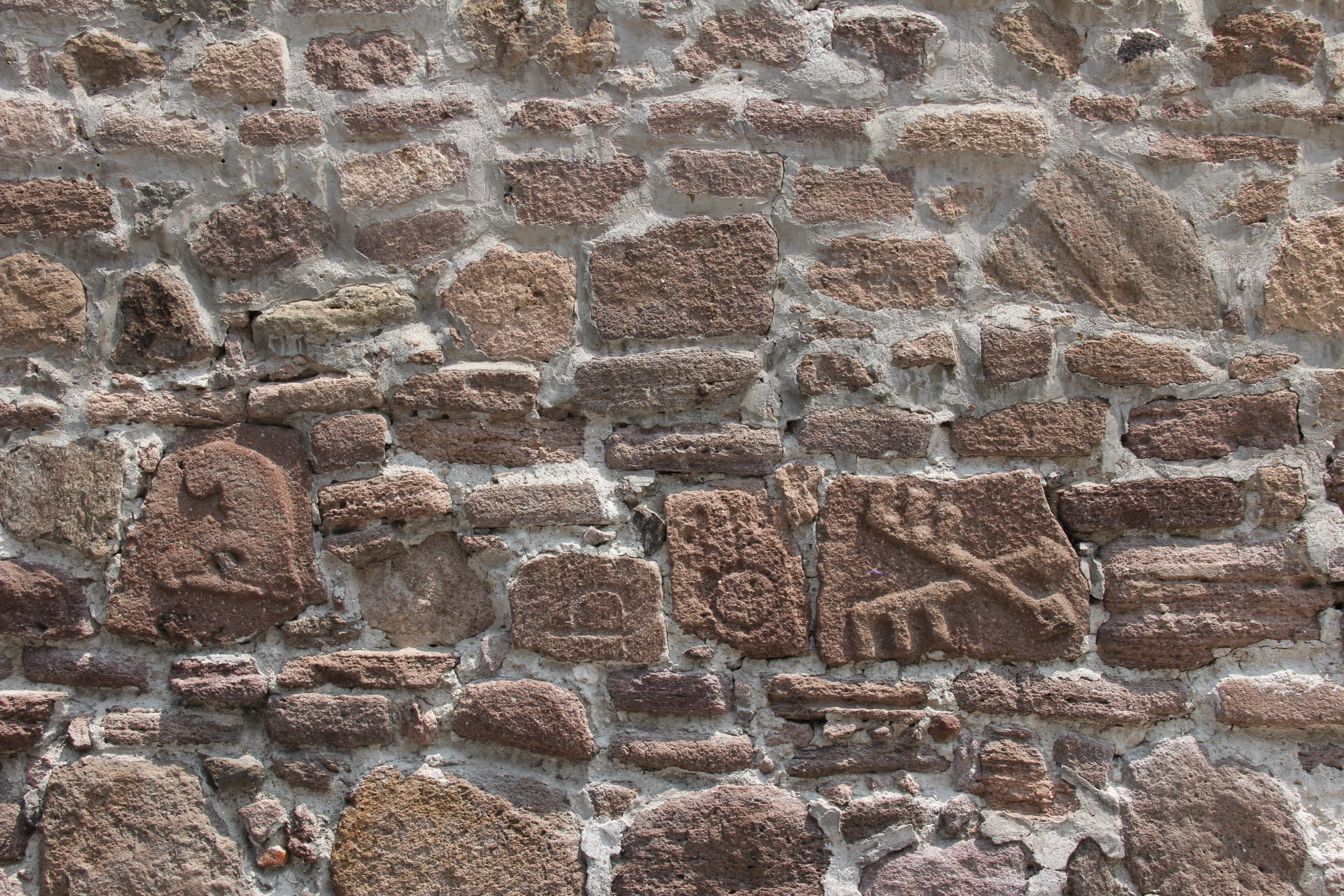
Jeroglifos en la fachada del templo de San Bartolomé

El edificio presenta una fachada sobria con una puerta con arco de medio punto rebajado y dos contrafuertes, y en la parte superior un nicho con la figura de San Bartolomé Apóstol. Todos los años el 24 de agosto el pueblo celebra su fiesta patronal.
Entre la pirámide y la parroquia se encuentra la Plaza Wichita, nombrada así en honor al hermanamiento entre Tlalnepantla de Baz y esa ciudad norteamericana.
El monumento arqueológico se localiza en la plaza principal del pueblo de San Bartolo Tenayuca.

## Museo

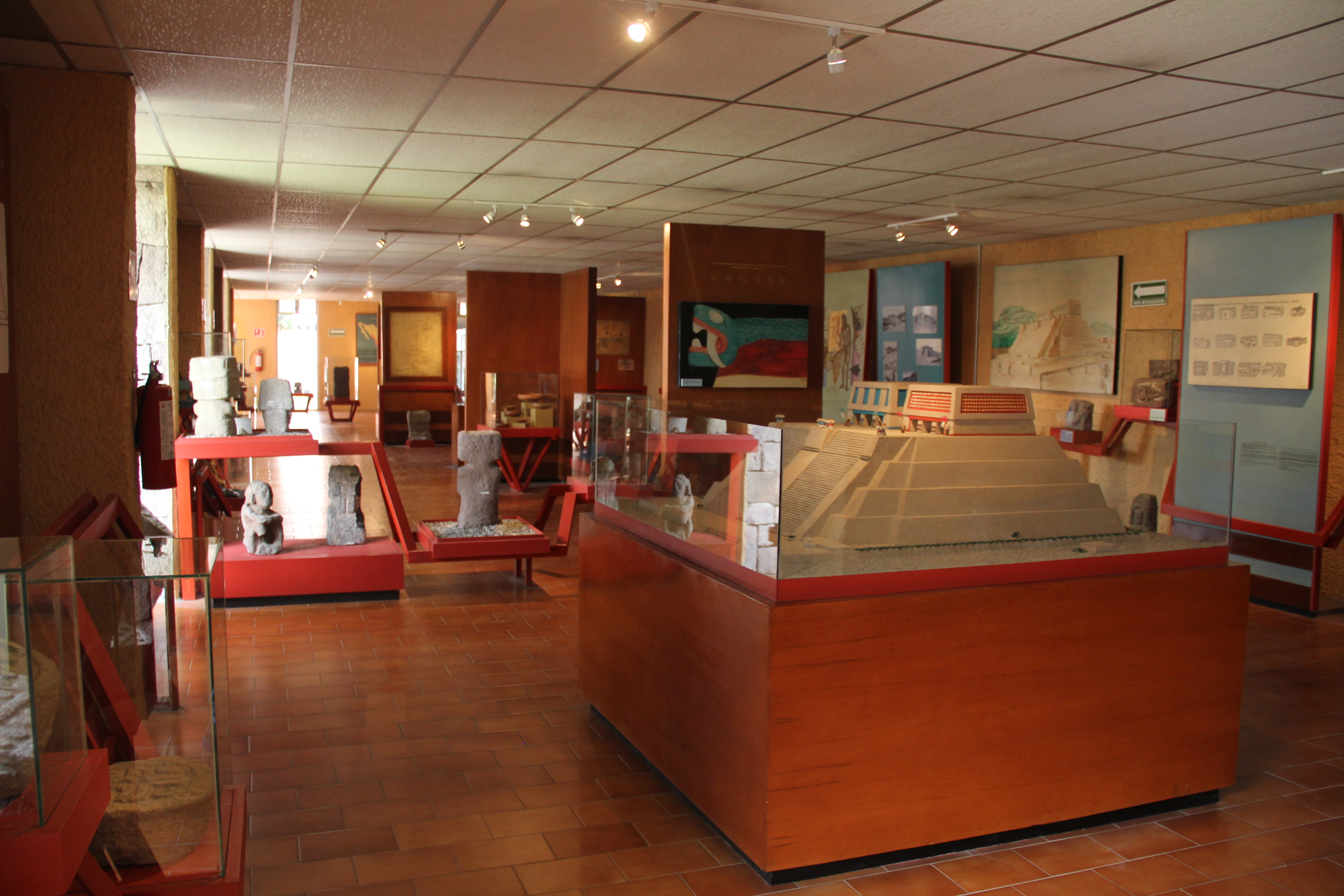
Museo de sitio

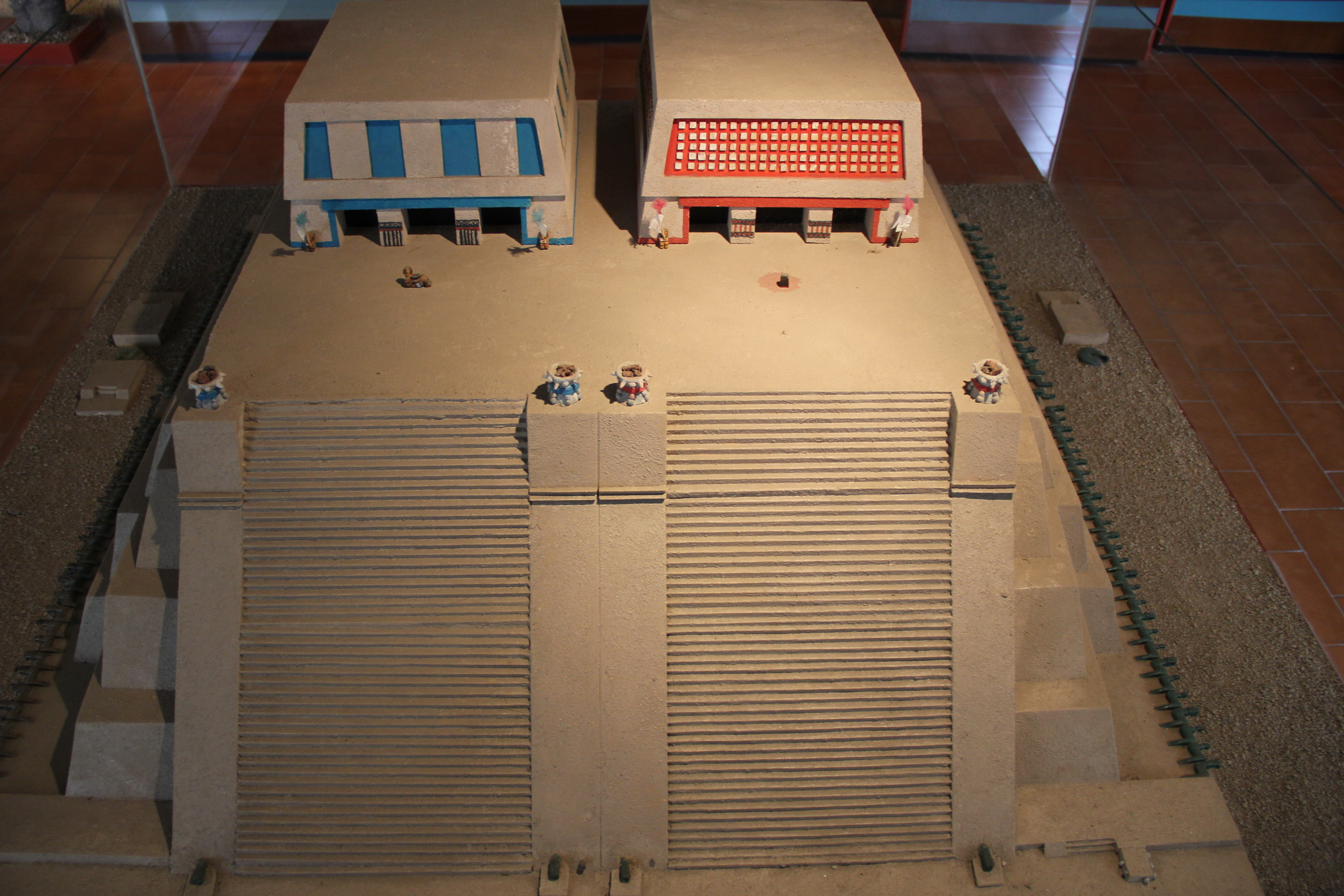
Maqueta de la pirámide en el museo de sitio

Anexo a la zona arqueológica existe un museo de sitio operado por el INAH, llamado Museo Xólotl, inaugurado en 1985. Ofrece al público un recorrido histórico de la región de Tenayuca, considerado el primer poblado importante de los chichimecas en la cuenca de México, fundado por Xólotl en 1224.
Su acervo está compuesto por materiales cerámicos y líticos del sitio, así como restos óseos de humanos y animales, además de algunos objetos (escudos circulares por ejemplo).
Cuenta con servicios sanitarios y expendio de publicaciones. Las piezas que se encuentran en el museo fueron creadas por Rafael Hanson en 1945.
La manera más sencilla de llegar a Tenayuca es desde la Ciudad de México por el eje central Lázaro Cárdenas, o por Calzada Vallejo, al final, donde se encuentra el pueblo de Tenayuca.